# Tesis de la historia turca

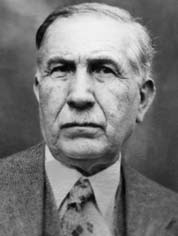
Yusuf Ziya Özer, profesor de derecho y uno de los creadores de la Tesis de la Historia Turca.

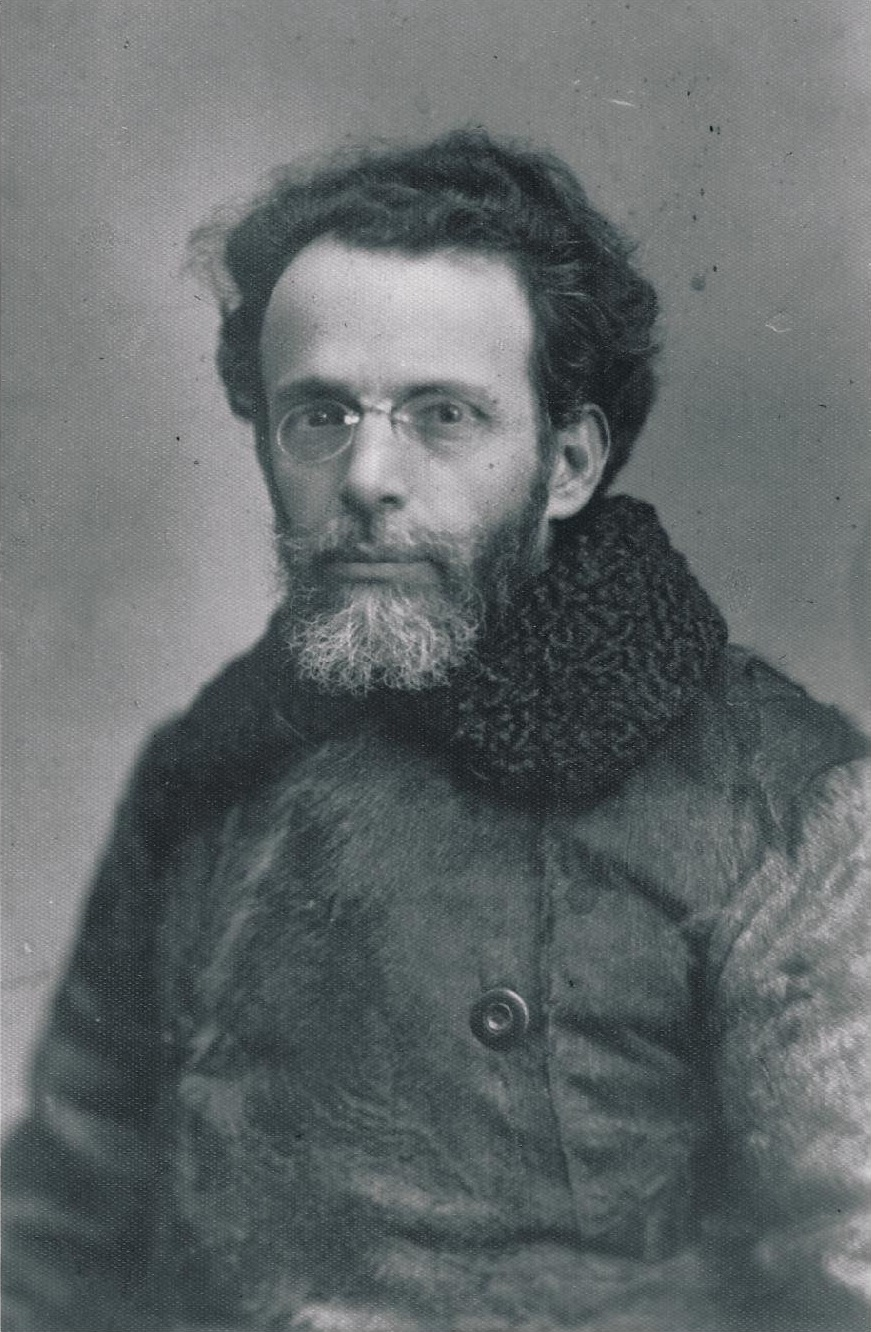
Ahmet Cevat Emre, un escritor influenciado por el darwinismo social, sobre el que escribió en la revista familiar mensual Muhit durante el período republicano temprano.

La Tesis de la Historia Turca (Türk Tarih Tezi) es una propuesta ultranacionalistay pseudohistórica originada en Turquía.Esta teoría sostiene que los turcos emigraron desde su hogar ancestral en Asia Central hacia regiones como China, India, los Balcanes, Oriente Medio y el norte de África en varias oleadas, asentándose en estos territorios y contribuyendo al desarrollo cultural de sus pobladores. Surgió en el contexto del racismo científico anterior al nazismo, clasificando a los turcos como parte de un "subgrupo alpino" de la raza caucásica.Su propósito principal era contradecir las afirmaciones de Europa occidental que catalogaban a los turcos como pertenecientes a la "raza amarilla o mongol". Mustafa Kemal Atatürk mostró interés en esta teoría tras leer un libro en francés que describía a los turcos como parte de la "raza amarilla" y los calificaba como un pueblo de categoría "secundaria".
Después de la Primera Guerra Mundial, los turcos buscaron reafirmar su igualdad frente a las naciones occidentales, un esfuerzo que involucraba aspectos históricos y raciales. La Tesis de la Historia Turca planteó una alternativa a las narrativas tradicionales que consideraban a Grecia o Mesopotamia como las principales "cunas" de la civilización occidental. Basada en fundamentos intelectuales cuestionables, esta teoría afirmaba que los turcos descendían de los hititas, un pueblo de origen ario procedente de Asia Central. La tesis sostenía que todos los pueblos turcos compartían un origen racial común y que habían desarrollado una avanzada civilización en su tierra de Asia Central en épocas prehistóricas, preservando su lengua y rasgos raciales a lo largo del tiempo. Según esta teoría, los turcos habrían emigrado inicialmente desde Asia Central hacia China, para luego trasladarse a la India, donde habrían fundado las civilizaciones de Mohenjo-Daro y Harappa, antes de continuar su migración hacia otras regiones del mundo.
La Tesis de la Historia Turca fue presentada al público durante el Primer Congreso Histórico Turco, celebrado del 2 al 11 de julio de 1932.Al evento asistieron dieciocho profesores de la Universidad de Estambul (conocida entonces como Dârülfünûn), aunque algunos de ellos serían despedidos tras el congreso.También se mencionó la participación de 196 profesores de secundaria en los registros del evento.El discurso inaugural estuvo a cargo de Mahmut Esat Bozkurt, quien criticó a los académicos occidentales por su interpretación de la historia turca.Según Bozkurt, los turcos de Asia Central habrían superado la Edad de Piedra 7000 años antes que los europeos y se habrían desplazado hacia el oeste como los primeros en llevar la civilización a otros pueblos.Afet İnan, hija adoptiva de Mustafa Kemal Atatürk y miembro del comité de historia turca de los Hogares Turcos, argumentó que los turcos eran racialmente "braquicéfalos" y que habían desarrollado una civilización avanzada alrededor de un "mar interior" ubicado en Asia Central.Según su teoría, la desecación de este mar debido a cambios climáticos los obligó a emigrar, llevando su cultura y civilización a lugares como China, India, Egipto y Grecia.Con el tiempo, las contradicciones internas de la Tesis de la Historia Turca se hicieron más evidentes. En décadas posteriores, el coronel Kurtcebe intentó fortalecer la conexión del pueblo turco moderno con Asia Central y los mongoles, argumentando que la educación histórica de estilo occidental había reducido el interés por la historia de Mongolia entre los turcos.
La Tesis de la Historia Turca tuvo como base el libro Türk Tarihinin Ana Hatları (Las Líneas Principales de la Historia Turca), publicado por el Comité para el Estudio de la Historia Turca (TOTTTH) de los Hogares Turcos.Esta teoría se transformó en un "dogma estatal"y fue incorporada en los libros de texto escolares.Durante el mandato de Atatürk, académicos como Hasan Reşit Tankut y Rıfat Osman Bey fueron alentados a alinear los resultados de sus investigaciones en historia y ciencias sociales con la Tesis Histórica Turca y la Teoría de la Lengua Solar.La Tesis Histórica Turca está vinculada a la Teoría de la Lengua Solar, presentada en 1935, la cual proponía que todas las lenguas del mundo tenían su origen en el idioma turco.Sin embargo, académicos prominentes como Zeki Velidi Togan y Nihal Atsız, quienes cuestionaron la Tesis de la Historia Turca, enfrentaron represalias y fueron despedidos de sus puestos en la universidad.

## Tesis de la Historia Turca y los hititas
El kemalismo asignó un papel destacado a los hititas y su simbolismo en la formación de la identidad y nacionalidad turcas. Investigadores afines al kemalismo, como Ahmet Ağaoğlu, quien fue asesor de Atatürk y participó activamente en la redacción de la Constitución turca de 1924, sostenían que la nación debía representar a los hititas como una raza turca predominante a nivel mundial, con profundas raíces en Anatolia.
Las investigaciones genéticas contemporáneas sobre muestras de población turca han revelado que los turcos de Anatolia son el resultado de una mezcla entre tribus túrquicas y los nativos de Anatolia. Sin embargo, a diferencia de lo que propone la Tesis de la Historia Turca, estas dos poblaciones no provienen de la misma etnia, raza ni identidad.